# Додо
Додо (лат. Raphus cucullatus) је изумрла врста птице нелетачице, која је била ендемична за острво Маурицијус. Овај рођак голубова се хранио воћем и гнездио на тлу. Основна храна птице додо били су плодови дрвета чији је латински назив , а које се по њему назива „додоово дрво“. Ова необична птица изумрла је средином или крајем 17. века и данас се користи као архетип за изумрле животињске врсте, првенствено због чињенице да је његов нестанак проузрокован доласком човека на Маурицијус 1598. Такође, оставио је утицаја на културу и на језик, а заузима значајно место у историји Маурицијуса.

## Порекло назива
Под садашњим називом, додоа је први пут поменуо енглески дипломата Томас Херберт (енгл. Thomas Herbert), који је 1629. посетио Маурицијус. Етимологија речи „додо“ није тачно утврђена, али се претпоставља да је назив ове врсте настао као пејоратив. Доводи се у везу са холандским речима dodoor (срп. лењивац),  (срп. гадна кокошка), због ружног укуса његовог меса, као и dodaars (срп. дебела задњица), како гласи холандски назив за малог гњурца. Према неким изворима, реч „додо“ настала је од португалске речи doudo (данас doido), што значи „будала“ или „луд“. Такође постоји могућност да је назив ове птице у ствари ономатопеја њеног зова, који је приближно звучао као „до-до“.

## Еволуција
Додо је близак рођак данашњих голубова. Додо је, током година, довођен у сродничку везу са нојевима, емуима, барским кокама, папагајима и дневним грабљивицама. Такође, неки научници су тврдили да постоји могућност да је додо потомак афричких голубова из рода Treron који су се током сеобе изгубили и населили Маурицијус. Иако је у породицу голубова уврштен још средином 19. века, додоова припадност овој породици потврђена је тек почетком 21. века, када је уз помоћ анализе ДНК утврђено да је његов најближи сродник никобарски голуб, који насељава Никобаре и југоисточну Азију. Преци додоа и његовог најближег сродника — усамљеника са Родригеза, одвојили су се од предака никобарског голуба пре око 42,6 милиона година, да би се 17 милиона година касније и сами диференцирали у засебне врсте. Када је Маурицијус настао као резултат вулканске активности пре око 8 милиона година, додо га је населио и развио адаптације на живот на изолованом острву, на којем се воће могло пронаћи на земљи и на којем није било грабљивица.

## Анатомија и изглед
Према наводима холандских морнара, додо је био висок око 1 m, а тежак 20 или 25 kg. Међутим, новија истраживања су показала да додо тежак 25 kg не би могао да издржи сопствену тежину и да је вероватно био тежак око 17 kg, а висок око 75 cm. Полови су се изразито разликовали у величини (полни диморфизам) — мужјаци су били већи и тежи.
Пошто му је храна била лако доступна и како није имао природних непријатеља од којих би морао да бежи, додоова крила су након неколико милиона година закржљала. Такође, грудна кост ове птице била је исувише мала да би могла да да довољну потпору грудним мишићима за лет. Како би се припремио за сушну сезону, додо је морао више да једе током кишне сезоне, када хране има у изобиљу. Да би се у телу ове птице створило више места за масне наслаге без којих не би преживео несташицу хране, додо је порастао. Закржљалост крила и других делова тела неопходних да би се она покренула, као и повећана телесна маса овој птици су онемогућили летење. На основу испитивања скелета, утврђено је да су додоови кукови били у усправнијем положају него код других птица.
Иако додо јесте био крупна птица, није био толико крупан као што је представљен на цртежима европских природњака. Додои који су коришћени као модели за цртеже држани су у заточеништву, где су брзо и лако постајали гојазни. Године 1991. пронађени су цртежи из 1601. на којима је додо приказан као витка птица.
Последњи сачувани примерак препарираног додоа налазио се у Ешмоловом музеју у Оксфорду све до 1755, када је изгорео у пожару. У октобру 2005. међународни тим научника је у југоисточном делу Маурицијуса, на познатом налазишту додоових костију Мар о Сонж (фр. Mare aux Songes), пронашао очуване делове додоовог скелета међу којима су се налазиле и четири ножне кости, пршљенови, делови лобање, кости кљуна, кук, кости крила и прстију. Поред ових костију, од којих су се многе налазиле у оригиналном положају, пронађени су и остаци додоових птића. Најпотпунији и најочуванији скелет додоа пронашао је крајем јуна 2007. истраживач пећина по имену Фред (енгл. Fred), по коме је пронађена птица добила надимак.
Додоово перје било је меко и сивкасто, док је на коврџавом репу било беле боје. Није га било на предњој страни главе, а оно на њеној задњој страни је било светлије од оног на остатку тела. Поред додоа уобичајене боје, на основу изјава два очевица и неколико слика, веровало се да постоји и такозвани бели додо. Због чињенице да је бели додо имао жута крила и црне канџе, албинизам није долазио у обзир, али леуцизам јесте. Такође, неки научници верују да је у питању био обичан додо који није у потпуности сазрео, или да је бела боја перја код обичног додоа била уобичајена у одређеним деловима године.
Ноге су му биле кратке и жуте са по четири прста — три напред и један позади. На врху сваког прста налазила се по једна црна и дебела канџа. Очи су му биле жуте, а боја здепастог, око 23 cm дугачког и кукастог кљуна варирала је од светлозелене до бледожуте боје. Сваке године врх кљуна би отпао и поново израстао, а додо га је, поред за исхрану, користио и у борбама и ритуалима који су претходили парењу.

## Начин живота
Додо је живео у шумама, иако је на многим сликама које су први досељеници насликали приказан на плажи, поред мора. Додо је живео у групама, на шта указује чињеница да су морнари често ловили по више јединки истовремено. Како би успели да се у шумама крећу заједно и одрже групу, додои су пратили беле репове других јединки. Процењује се да је животни век додоа био око 40 година.
Претпоставља се да је за време сезоне парења додо био веома борбен у штићењу своје територије и области у којима се хранио, поготово зато што је био велики и зато што му је било потребно доста хране. Као ритуал пред парење, додо је махао својим малим крилима. Додо је био моногаман — остајао је са једним партнером до краја живота. Гнезда су правили на земљи, од траве, дубоко у шуми, а женка је полагала само једно јаје, које је било дугачко око 8, а широко око 6 cm. Период лежања на јајима је био 49 дана, а јаја је чувала женка. Мужјак и женка су заједно одгајали пиле док оно не би порасло и напустило их. Како је додо био велика птица, пилићима је требало око 9 месеци да се у потпуности развију. Један морнар је пијукање пилета додоа упоредио са пијукањем гушчета. Пошто на Маурицијусу није било грабљиваца који би смањивали његову популацију, додоу је због ограничености простора и хране одговарао овако спор циклус размножавања.
Хранио се плодовима и семењем разних биљака, од којих је најпознатија врста дрвета чији је латински назив , а које се по њему назива „додоово дрво“. Раније се сматрало да семе овог дрвета може да проклија само ако претходно прође кроз додоов систем органа за варење, због чега је владало мишљење да ће и само додоово дрво изумрети. Међутим, истраживањима је доказано да семе овог дрвета клија и пошто прође кроз систем органа за варење других птица, попут ширококљуног папагаја (лат. Lophopsittacus mauritianus), још једне ендемичне врсте која је живела и изумрла на Маурицијусу, као и ћурке, коју су на ово острво у југоисточном Индијском океану донели људи. Такође, изјаве неких морнара садрже податке о томе како је додо ловио рибу у удубљењима са водом, као и да је с лакоћом гутао гвожђе и камење. Претпоставља се да је камење гутао како би олакшао рад система органа за варење. Пошто су сва вулканска острва, у која спада и Маурицијус, сиромашна кречњаком, сматра се да је додо, како би задовољио своју потребу за минералима, јео љуштуре шкољки. Претпоставља се да је имао спор метаболизам.

## Изумирање
Маурицијус су око 1500. открили Португалци и назвали су га Острвом лабудова (порт. Islo do Cerne), што значи да су вероватно видели додое на његовој обали и помислили да су у питању лабудови. Људи су населили ово острво 1598, када је 5 бродова из једне холандске експедиције коју је предводио Јакоб Корнелис ван Нек (хол. Jacob Cornelisz van Neck) услед лоших временских услова случајно доспело до Острва лабудова, како је острво било убележено на старим португалским картама. Чланови експедиције су убрзо открили велику, чудну и послушну птицу тркачицу која је била лак плен, упркос свом кукастом кљуну. Како се никада раније није сусретао са грабљивицама, додо се није плашио људи који су га ловили, иако његово месо није било нарочито укусно. Дешавало се да за једну гозбу буде убијено и до 25 додоа, иако није било довољно људи који би појели толико месо. Ипак, према тексту немачког морнара Јохана Феркена из 1613, додо се свега петнаестак година од доласка људи на Маурицијус прилагодио и почео да користи свој кљун као средство одбране. Такође, женке су штитиле своје младе од људи.
Заједно са људима, стигле су и домаће животиње попут мачака, паса, коза и свиња, али и дивље попут пацова и мајмуна. Пошто су се налазила на земљи, додоова гнезда су била лако доступна свињама, мајмунима и пацовима, који су јели његова јаја и пилиће. Како је додо полагао само по једно јаје, ово је имало огроман утицај на његово изумирање. Такође, пацови су јели доста хране, што је представљало велики проблем пилићима додоа за време њиховог одрастања, али и одраслим додоима, поготово у време сушне сезоне, када је хране било мало.
Уништење станишта није један од фактора који су утицали на изумирање додоа. Значајније крчење шума је почело тек након што је додо изумро.
На основу више фосила пронађених 2005, научници су закључили да је могуће да је много пре доласка људи на Маурицијус поплава изазвала смрт великог броја ових птица нелетачица.
Додоа је последњи пут видео холандски бродоломац Фолкерт Евертс (хол. Volkert Evertsz) 1662, али је најприхваћенији податак да је последњи додо угинуо 1681, мање од сто година по доласку људи на Маурицијус. Постоји недоказана тврдња британског морнара Харија Бенџамина из 1681. да је видео додоа. Према статистичким прорачунима, додо је изумро око 1690.

## Утицај на културу
Када би у ретким приликама морепловци донели додое у Европу, приказивали би их у кавезима као атракцију. Додо је дуго био непознаница људима, па су многи до средине 19. века чак сумњали у његово постојање. Тек 1865, када су откривене прве кости додоа и када је маурицијуски учитељ Џорџ Кларк (енгл. George Clarke) у јавност изнео резултате својих истраживања о додоу, интересовање за овом изумрлом птицом је нагло порасло. Исте године, енглески писац Луис Керол је објавио кљигу „Алиса у земљи чуда“ (енгл. Alice's Adventures in Wonderland), у којој је један од ликова птица додо.
Књига америчког писца Хауарда Валдропа (енгл. Howard Waldrop) „The Ugly Chickens“ (срп. ружни пилићи), говори о додоу. Енглеска списатељица Џ. К. Роулинг је у својој књизи „Фантастичне звери и где их наћи“ (енгл. Fantastic Beasts and Where to Find Them), која представља додатак серијалу књига „Хари Потер“, описала биће назива „diricawl“, и то као птицу тркачицу која може нестати по својој вољи, а коју Нормалци сматрају изумрлом и називају је „додоом“.
Додо је оставио утицаја на енглески језик, у којем постоје фразе „мртав као додо“ (енгл. dead as a dodo), која се односи на неког ко је сигурно и несумњиво мртав, и „отићи додоовим путем“ (енгл. go the way of the dodo), која се односи на изумирање, престанак коришћења неке ствари или технологије, као и пад у заборав.
Додо се налази на грбу Маурицијуса. Становници овог острва су на добар начин искористили чињеницу да је оно некада било дом најпознатијој изумрлој птици, па су тако фигурице и играчке које представљају додоа други најпродаванији производи у продавницама на међународним аеродромима на Маурицијусу.
У епизоди ТВ серије „Симпсонови“ „Homer the Smithers“, господин Бернс тражи од Хомера да му за доручак донесе тост и додоово јаје. Такође, додои су приказани на комичан начин у филму „Ледено доба“ из 2002, у којем уз помоћ залихе хране, коју чине три лубенице, покушавају да се спасу од изумирања.